# 885 (numero)
Ottocentottantacinque (885) è il numero naturale dopo l'884 e prima dell'886.

## Proprietà matematiche
- È un numero dispari.
- È un numero composto, dai 8 divisori: 1, 3, 5, 15, 59, 177, 295, 885. Poiché la somma dei suoi divisori (escluso il numero stesso) è 555 < 885, è un numero difettivo.
- È un numero sfenico.
- È un numero odioso.
- È un numero fortunato.
- È un numero congruente.
- È un numero intero privo di quadrati.
- È un  numero palindromo e un numero ondulante nel sistema di numerazione posizionale a base 23 (1F1). È altresì palindromo e anche un numero a cifra ripetuta nel sistema posizionale a base 34 (PP).
- È parte delle terne pitagoriche : (472, 885, 1003), (531, 708, 885), (885, 1180, 1475), (885, 1628, 1853), (885, 2124, 2301), (885, 5184, 5259), (885, 6608, 6667), (885, 8680, 8725), (885, 15652, 15677), (885, 26100, 26115), (885, 43508, 43517), (885, 78320, 78325), (885, 130536, 130539), (885, 391612, 391613).

## Astronomia
- 885 Ulrike è un asteroide della fascia principale del sistema solare.
- NGC 885 è una galassia spirale della costellazione della Balena.
- IC 885 è una galassia nella costellazione della Chioma di Berenice.

## Astronautica
- Cosmos 885 è un satellite artificiale russo.

## Altri ambiti
- FS 885 è una locomotiva locotender progettata dalle Ferrovie dello Stato italiane.
- Pennsylvania Route 885 è una strada in Pennsylvania, Stati Uniti d'America.
- New Brunswick Route 885 è una strada nel Nuovo Brunswick, Canada.
- Hokkaido Prefectural Road Route 885 è una strada in Shibetsu - Kawakami, Giappone.
- PR-885 strada in Paraná, Brasile.